# Khairabad (Sitapur)
Khairabad is een stad en gemeente in het district Sitapur van de Indiase staat Uttar Pradesh. 

## Demografie
Volgens de Indiase volkstelling van 2001 wonen er 38.364 mensen in Khairabad, waarvan 52% mannelijk en 48% vrouwelijk is. De plaats heeft een alfabetiseringsgraad van 49%. 